# Old Eldon
Old Eldon ist eine Siedlung in der Grafschaft Durham in England. Es liegt etwa dreieinhalb Kilometer ostsüdöstlich von Bishop Auckland und gehört zum etwa 1200 Meter weiter westlich liegenden civil parish Eldon. Der Weiler erstreckt sich entlang der Moor Lane.